# De bellis iustis
De bellis iustis (łac. „O wojnach sprawiedliwych”) – najstarszy zabytek polskiego piśmiennictwa wojskowego. Dla celów nauki spisany w języku łacińskim.
De bellis iustis to zapis wykładu prawa wojny na Akademii Krakowskiej wygłaszany przez rektora tego uniwersytetu w latach 1400 i 1413 - Stanisława ze Skarbimierza.